# ورزشگاه حسن دوم
ورزشگاه حسن دوم (عربی: ملعب الحسن الثاني‎) یک ورزشگاه فوتبال برنامه ریزی شده است که در بن سلیمان، درست در شرق کازابلانکا ساخته می شود. پس از تکمیل در سال ۲۰۲۸، بیشتر برای مسابقات فوتبال استفاده می شود و به عنوان ورزشگاه خانگی تیم ملی فوتبال مراکش عمل می کند. این ورزشگاه قرار است گنجایش ۱۱۵۰۰۰ تماشاگر را داشته باشد و آن را به بزرگترین ورزشگاه فوتبال در جهان تبدیل کند. این ورزشگاه همچنین جایگزین ورزشگاه محمد پنجم به عنوان ورزشگاه خانگی بزرگترین باشگاه های مراکش باشگاه فوتبال الرجا کازابلانکا و باشگاه فوتبال الوداد خواهد شد.
پروژه اولیه برای جام جهانی ۲۰۱۰ برنامه ریزی شده بود که مراکش پیشنهاد میزبانی خود را به آفریقای جنوبی واگذار کرد. این شامل پنج ورزشگاه بزرگ در سراسر کشور، از جمله ورزشگاه ابن بطوطه، ورزشگاه مراکش و دو ورزشگاه دیگر در شهرهای آگادیر و فاس بود. سال‌ها بعد، یکی از چهارده مکان میزبانی  جام جهانی برای مراکش بود برای میزبانی جام جهانی ۲۰۲۶ و بازی‌های افتتاحیه و نهایی را برگزار می‌کرد، اما به پیشنهاد میزبانی کانادا، مکزیک و ایالات متحده آمریکا رای داده شد. سرانجام ساخت آن در اکتبر ۲۰۲۳ پس از اعلام میزبانی مراکش برای جام ملت‌های آفریقا ۲۰۲۵ و جام جهانی ۲۰۳۰ با اسپانیا و پرتغال تایید شد. این ورزشگاه به نام پادشاه حسن دوم نامگذاری شده است.

## پیوند خارجی
- اطلاعات ورزشگاه (yabiladi.com)
- اطلاعات ورزشگاه (maroc-football.com)
- اطلاعات ورزشگاه (economiste.com)[پیوند مرده]